# FOLFIRI
FOLFIRI è un regime chemioterapico per il trattamento carcinoma del colon-retto. Il suo nome deriva dalla sua composizione che coinvolge i seguenti medicinali: 
- FOL – Acido folinico (Leucovorin), un derivato della vitamina B come farmaco "salvataggio" per alte dosi di metotrexato, nonostante aumenti la citotossicità del 5-fluorouracile;
- F –   fluorouracile (5-FU), un analogo della pirimidina e antimetabolico che incorpora alla molecola di DNA e si arresta sintesi; e
- IRI – irinotecano (Camptosar), un inibitore della topoisomerasi, che evita il processo di duplicazione e scissione del DNA.

## Usi medici
FOLFIRI è utilizzato per il carcinoma del colon-retto e cancro gastrico. FOLFIRI è inoltre efficace nel trattamento del cancro colorettale metastatico, ma non ha dimostrato di essere efficace nel trattamento adiuvante del cancro del colon e del retto.

## Regime
Il regime consiste di: 
- Irinotecano (180 mg / mq IV oltre 90 minuti) in concomitanza con acido folinico (400 mg / m [o 2 x 250 mg / m] IV oltre 120 minuti).
- Successivamente fluorouracile (400–500 mg / m IV in bolo) poi fluorouracile (2400–3000 mg / m² infusione endovenosa più di 46 ore)

Questo ciclo è in genere ripetuto ogni due settimane. I dosaggi sopra riportati possono variare da ciclo a ciclo.

### Combinazioni possibili con FOLFIRI
FOLFIRI è spesso utilizzato in combinazione con bevacizumab, aflibercept, cetuximab o panitumumab per aumentarne l'efficacia e il grado di risposta alla cura.

## Effetti collaterali
A breve termine, l'irinotecano causa diarrea, che potrebbe manifestarsi in modo acuto o ritardato nella fase iniziale. Nel lungo termine, l'irinotecano può condurre alla neutropenia.